# A Night in Tunisia
A Night in Tunisia è uno standard jazz composto da Dizzy Gillespie e Frank Paparelli nel 1942 durante la permanenza di Gillespie nella jazz band di Earl Hines. Anche se Frank Paparelli appare ufficialmente nei crediti per la composizione, Gillespie sostenne che il suo contributo fu unicamente quello della trascrizione del pezzo.
Il brano è anche conosciuto come Interlude, e sotto questo titolo è stato inciso (in una versione vocale dotata di testo) da Sarah Vaughan e Anita O'Day. Gillespie stesso chiamava la canzone Night in Tunisia. Anche se molto spesso la composizione viene indicata come A Night in Tunisia, il titolo corretto vero e proprio sarebbe Night in Tunisia. Il brano, divenuto un classico, è apparso come title track di almeno 30 CD ed è incluso in circa 500 album in svariate versioni. Nel gennaio 2004, Il brano, nella versione incisa da Dizzy Gillespie & His Sextet nel 1946 per la Victor, è stato introdotto nella Grammy Hall of Fame.

## Cover

### Versione di Charlie Parker
Una delle esecuzioni più celebri del pezzo è sicuramente quella fatta da Charlie Parker per la Dial Records negli anni quaranta (data la fama della versione di Parker, la Dial pubblicò anche un solo frammento della registrazione con il titolo The Famous Alto Break). Successivamente la canzone divenne anche identificabile con gli Art Blakey's Jazz Messengers, che spesso la eseguivano in concerto. Nell'album A Night at Birdland, Vol. 1, Blakey introduce la canzone raccontando la storia di come egli fu presente quando Dizzy la compose percuotendo "il fondo di un bidone della spazzatura".

### Altre versioni
A Night in Tunisia è stata reinterpretata da numerosi artisti in svariati stili musicali, tra i tanti citiamo:
- Art Blakey and the Jazz Messengers
- Anthony Braxton
- Clifford Brown
- Kenny Burrell
- Rusty Bryant
- Don Byas
- Dexter Gordon
- June Christy
- Miles Davis
- Stefano di Battista
- Paquito D'Rivera[4]
- Maynard Ferguson
- Ella Fitzgerald
- Stan Getz
- Dexter Gordon
- Kids These Days
- Bobby McFerrin con i The Manhattan Transfer
- Lambert, Hendricks & Ross
- The Modern Jazz Quartet
- Charlie Parker
- PE'Z
- Bud Powell
- Nelson Rangell
- Sonny Rollins
- Poncho Sanchez
- Arturo Sandoval
- Jimmy Smith
- Cal Tjader
- The Toasters
- Lennie Tristano
- The Turtle Island String Quartet
- Frank Vignola
- Tony Scott
- Victor Wooten
- Big Sugar
- J.A.M
- Chaka Khan
- Bud Shank
- Lee Morgan
- Dave Liebman